# Звичаєве право
Правовий звичай — право, що склалося історично, у результаті багаторазового повторення людьми певних дій. Санкціонування здійснюється шляхом відсилання до звичаю, а не до текстуального закріплення його в нормативно-правовому акті.

## Ознаки правових звичаїв
1) виникають на основі норм-звичаїв, що регулюють найбільш стійкі суспільні відносини протягом тривалого часу (формувалися вже під час розпаду первіснообщинного ладу) і містять норми права;
2) санкціонуються державою (під час розпаду первіснообщинного ладу їх офіційне санкціонування здійснювалося «вождями» — старійшинами роду, племені);
3) виражають суспільні інтереси в територіальних межах будь-якої форми самоорганізації населення;
4) визначаються особливостями (господарськими, етнічними, культурними, релігійними тощо) тієї соціальної групи, де формувалися;
5) перебувають у відповідності з моральними підвалинами соціального середовища, де формувалися;
6) мають обмежені регулятивні можливості — поширюються на незначне коло адресатів, незначну кількість випадків;
7) мають юридичну силу, похідну від суб'єкта санкціонування.

## Основні форми санкціонування норм-звичаїв державними органами
1) судове або адміністративне рішення — санкціонування здійснюється у процесі судової або адміністративної діяльності, коли норма-звичай слугує підставою для вирішення спору і стає прецедентом (англо-американський тип правових систем).
Для визнання норми-звичаю правовим звичаєм, що захищається судом, ця норма повинна: виражати тривалу правову практику; відображати однакову практику — як дії, так і бездіяльності; втілювати природну і розумну потребу в правовому регулюванні ситуації. Необхідність застосування норми-звичаю доводиться в суді або в адміністративному органі. Так, Верховний суд Норвегії санкціонував звичаї саамів користатися правом власності на оленярські пасовища в одній з провінцій країни (2001 р.). В європейських державах стають правовими звичаї ділового обігу після набуття юридичного захисту в арбітражному (господарському) суді;
2) нормативні приписи законодавчого акта — санкціонування здійснюється введенням норм-звичаїв до законодавчих актів давніх і середньовічних держав, де вони створили найдавніший шар права — звичаєве право (романо-германська сім'я правових систем та ін.); у деяких сучасних держав, особливо країн Африки, Мадагаскарі (звичаєво-общинна група правових систем) є чинними й досі; окремі з них (звичаї ділового обігу, торговельні звичаї, міжнародні звичаї, наприклад банківських рахунків, та ін.) діють у правових системах романо-германського і англо-американського типу Наприклад, в РФ санкціоновано звернення до правових звичаїв корінних народів півночі Росії (Закон «Про гарантії прав корінних нечисленних народів РФ»). В Україні Цивільний кодекс містить норму про обов'язок судів при вирішенні цивільних справ застосовувати закон з урахуванням звичаїв ділового обігу (с. 7). Господарський кодекс України (ст. 32) таврує будь-які дії в конкуренції, що суперечать правилам, торговельним і чесним звичаям, називає такі дії недобросовісною конкуренцією.
Крім правових звичаїв, санкціонованих державними органами, діють звичаї, санкціоновані інститутами міжнародних організацій (міжнародні звичаї).
Правові звичаї діють у галузях права: конституційному, цивільному, морському, господарському, торговому, міжнародному та ін.
Для набуття правового характеру через санкціонування норма-звичай: має діяти в юридично значущих сферах, не повинна суперечити закону, повинна його доповнювати і ніби «оживляти» своєю моральною стороною (морально діяти необхідно так, а не інакше), не може підмінювати закон.

## Дія правових звичаїв (за характером співвідношення із законом)
- правові звичаї на додаток до закону — допомагають тлумаченню й застосуванню нормативних актів (наприклад, сприяють установленню дійсності підпису або того, чи є певні цінності сімейним сувеніром);
- правові звичаї крім закону — регулюють суспільні відносини, не врегульовані нормативними актами, нерідко закріплюються на законодавчому рівні (наприклад, Цивільним кодексом Швейцарії дозволено судді вирішувати спір на основі норм звичаєвого права, якщо відсутні норми закону, що регулюють спірні суспільні відносини);
- правові звичаї проти закону — зрідка застосовуються (у навігаційному праві Італії морський звичай превалює над нормою Цивільного кодексу).

## Особливості виникнення і розвитку
Правовий звичай історично був першим джерелом права, що регулювало відносини у період виникнення та становлення держави. Генетично він походить від звичаїв як специфічного виду соціальних норм, проте не кожний звичай стає правовим, а тільки той, який відповідає інтересам певної групи людей, тієї чи іншої спільності або суспільства в цілому та визнається і санкціонується державою, яка надає йому статусу норми права, тобто перетворюючи його у правовий звичай й беручи під свій захист.
Особливістю даних норм є те, що вони не встановлюються рішенням органів держави, а виникають у результаті багаторазового застосування протягом століть, закріплюють людський досвід у свідомості людей і входять у звичку. Крім того, в результаті санкціонування державою, звичай набуває загальнообов'язкового характеру, гарантується його виконання та забезпечується реалізація заходами державного примусу.
Держава визнає не всі звичаї, що склалися в суспільстві, а лише ті, що мають найбільше суспільне значення, відповідають його інтересам та історичному етапу його розвитку.
Найбільшого поширення правовий звичай як джерело права дістав у феодальному суспільстві. У правових системах більшості сучасних країн правовий звичай втратив характер самостійного джерела права і відіграє незначну роль, здебільшого він служить врахуванню особливостей суспільних відносин в конкретних місцевостях чи в конкретних галузях діяльності. На сьогодні це джерело права зберіглося тільки в традиційних правових системах окремих держав Азії та Африки, а також застосовується в міжнародному праві.

## Еволюція правового звичаю як джерела права
Джерелом цивільного права є правові звичаї, зокрема звичаї ділового обороту. Звичай — це правило поведінки, добре відоме в певній місцевості або серед певної групи людей, яке має обов'язковий характер і постійно дотримується учасниками відносин.
Звичай був найпершим, а протягом тривалого часу і єдиним джерелом права. Серед основних джерел права правовий звичай є історично першим, властивим всім правовим системам світу минулого, набув правової характеристики внаслідок тривалого застосування і визнання органами державної влади.
Сучасне розуміння і місце правового звичаю в системі джерел права є результатом його еволюції, яка відбувалася по-різному у різних правових системах.
Право Стародавнього Риму відносило правові звичаї до категорії усних джерел права (jus non scriptum). З посиленням законодавчої діяльності держави звичай значною мірою втратив своє значення, хоч і не перестав бути джерелом права.
Римські юристи розрізняли кілька видів правових звичаїв. По-перше, звичаї secundum legem (на додаток закону), які відіграють найважливішу роль, сприяють розумінню змісту тих термінів та висловів закону чи судового рішення, які вжито в особливому, відмінному від загальноприйнятого значенні (зловживання правом, розумна ціна тощо). По-друге, звичаї praeter legem (крім закону) застосовуються у випадку прогалин у праві/законодавстві. По-третє, contra legem та adversus legem (проти закону), наявні при колізії закону та звичаю, відіграють незначну роль у правовій системі.
У Київській Русі існували різні терміни для визначення звичаєвого права: звичай, норов, закон. Так, у літописі Нестора поняття «закон» згадується поряд із поняттям «звичай»: «мали звичаї свої і закони батьків своїх…». Це явище зафіксоване і в договорах київських князів з греками: «за законом і за поконом мови нашої».
В період раннього середньовіччя в романо-германській правовій сім'ї домінував звичай. Поки не були створені перші письмові збірники законів, дуже значною була роль тих, хто тлумачив правові звичаї. У давніх франків їх називали рахинбургами (pax им бур гамм), у скандинавів — лагманами тощо.
З XIV ст. мало схожі в окремих регіонах (провінціях) місцеві звичаї почали відступати на другий план підтиском правових норм (статутів, ордонансів, указів, едиктів тощо), що виходили від королівської влади, яка зміцнювала свої позиції. Застосування правового звичаю стало активно стримуватися канонічним правом і так званим правом вчених і університетів (тобто правовою доктриною, на яку як на джерело права усе більш активно посилалися суди при вирішенні справ)131.
У західному правознавстві новітнього часу цей процес відбувався від повного заперечення звичаєвого права в XIX ст. (ст. 7 ФЦК) до визнання звичаю як субсидіарного, а в теперішній час — джерела права нарівні із законом (Німеччина).
В англо-американській правовій сім'ї правовий звичай спочатку відігравав значну роль у системі джерел права. Англія після норманського завоювання керувалася звичаєм.
В сучасному праві Великої Британії та США звичаєві норми можуть установлювати правила, що відрізняються від положень нормативно-правових актів і прецедентів. Однак в англо-американській системі права звичай лише тоді вважається джерелом права, коли він одержав санкцію судді, тобто був підтверджений суддею хоча б в одному його рішенні по конкретній справі.

## Концепції правового звичаю
В етнологічній і правовій науці існують два основні підходи (концепції") до трактування правового звичаю. Перший базується на баченні звичаю як незмінної обов'язкової норми, представники другого вважають головними рисами звичаю, передусім, гнучкість, варіабельність, адаптивність. Поділ дослідників звичаю на нормативістів і соціологів, або антропологів права, намітився ще в XIX ст. Більшість правознавців дотримувалася нормативістської позиції, тому їхні дослідження зі звичаєвого права ґрунтуються на визнанні їх різновидом незмінних норм і правил.
В. М. Хвостов, російський історик і правознавець, вбачав у звичаї юридичну норму, сила якої заснована не на розпорядженні державної влади, а на звичці до цієї норми народу, на тривалому застосуванні її на практиці, що має в очах народу обов'язкову силу.
За марксистсько-ленінською загальною теорією держави і права" визначалося, що порядок уже в родовому суспільстві підтримувався правилами поведінки людей — соціальними нормами, першими з яких стають звичаї, а після того як виникла держава, важливим регулятором поведінки стало право. В юридичній літературі радянських часів цей термін трактувався так: це міцно встановлене в тому чи іншому середовищі правило, що регулює поведінку людей у певній галузі суспільного життя.
Отже, нормативістська концепція ототожнювала звичай з нормою і з правилом.
Соціологічна концепція правового звичаю базується на ідеї принципової відмінності звичаєвого права від державного. На думку О. Єфименко, прихильниці цього підходу, народне звичаєве право і право державне являють собою два уклади юридичних уявлень, типово відмінних один від одного, і тому будь-яка спроба систематизувати народне право за нормами юридичної теорії є невдячною справою. Інший представник соціологічної концепції — Н. Рупан, відомий сучасний науковець-юрист, вважав, що правникам, яких вважають чи не найбільшими консерваторами, притаманна ідеалізація норми. Однак багато традиційних суспільств підкоряються не стільки фіксованим нормам, скільки моделям поведінки, покарання за порушення яких не є автоматичним

## Класифікація та форми вираження правового звичаю
Класифікація звичаїв може проводитися за різними критеріями. Залежно від характеру правового звичаю розрізняють кілька його видів: звичаї ділового обороту; міжнародні звичаї; звичаї внутрішньодержавні; звичаї, засновані на звичаєвому праві; судовий звичай.
Найпоширенішим є поділ звичаїв залежно від форми вираження (способів фіксації) і сфери застосування.
За формою вираження звичаї поділяють на дві групи: а) звичаї, що зафіксовані у відповідних документах; б) звичаї, що не зафіксовані у відповідних документах, тобто правові аксіоми. Прикладом звичаїв першої групи можуть слугувати різноманітні кодифікації етичних норм, прийняті деякими професійними корпораціями в Україні, наприклад, Кодекс честі Професійної асоціації реєстраторів і депозитаріїв або збірники звичаїв міжнародного торгового обороту (Иорк-Антверпенські правила про загальну аварію, 1994 р.). До другої групи звичаїв включають правові аксіоми, які ніде прямо не зафіксовані, але їх завжди беруть до уваги сторони договорів, наприклад: «Усні переговори самі по собі не породжують правові наслідки» або «Спеціальний закон має перевагу над загальним законом». При цьому, помилковою є оцінка як правових аксіом таких постулатів: «Двічі за одне й те ж не відповідають», «Незнання законів не звільняє від відповідальності». Насправді ці норми прямо не включені до Конституції України (відповідно до статей 61 і 68), отже, є нормами конституційного права, а не правовими аксіомами.

### За сферою застосування звичаї поділяються на
1) звичаї ділового обороту;
2) звичаї міжнародної торгівлі;
3) норми звичаєвого права;
4) судовий звичай.
Видом правового звичаю є звичай ділового обороту, під яким розуміють усталене правило поведінки, яке широко застосовується у певній сфері підприємницької діяльності. Традиційно найпоширенішими звичаями ділового обороту є звичаї в торгівлі, розрахункових операціях, торговельному мореплавстві.
Звичаї міжнародної торгівлі являють собою норму поведінки, яка склалася внаслідок широкого застосування суб'єктами міжнародних комерційних відносин як загальнообов'язкової одноманітно повторюваної ними поведінки, яка регулює міжнародні комерційні відносини договірного і недоговірного характеру. Держава шляхом прямо виражені або мовчазної згоди визнає за звичаєм міжнародної торгівлі значення самостійного джерела правового регулювання.
За правовою природою розрізняють правові звичаї міжнародної торгівлі (вони встановлюють справедливу свободу рівності суб'єктів міжнародних комерційних відносин) та узвичаєння, які визначають порядок виконання певного обов'язку або реалізації суб'єктивного права. Узвичаєннями визнають звичаї, які стосуються способу транспортування, упаковки, маркування товару тощо. Як правило, вони мають раціональну обумовленість, наприклад, строки виконання певних зобов'язань обумовлені технічними можливостями, спосіб транспортування та упаковки залежить від виду продукції, яка перевозиться (Є. А. Щокіна).
Звичаї міжнародної торгівлі використовуються для регулювання приватних відносин і мають міжнародний характер. Активне використання міжнародних звичаїв пояснюється тим, що при виникненні приватних відносин міжнародного характеру неодмінно постає питання про те, правом якої держави вони регулюються. Своєю чергою, право різних держав може суттєво відрізнятись одне від одного. Крім того, воно завжди орієнтоване на регулювання «внутрішніх» відносин, тобто відносин у межах однієї держави, а тому нездатне ефективно регулювати міжнародні відносини. З цього приводу в літературі слушно звертається увага на закріплення міжнародними договорами пріоритету звичаю як правила, яким сторони керуються у своїй діяльності.
Так, відповідно до ст. 9 Віденської конвенції ООН про договори міжнародної купівлі-продажу, сторони є зв'язаними будь-яким звичаєм, щодо якого вони домовились, а також практикою, яку вони встановили у своїх відносинах. За відсутності інших домовленостей вважається, що сторони мали на увазі застосування до їх договору чи до його укладення, звичаю, про який вони знали чи мали знати і який у міжнародній торгівлі широко відомий та постійно додержується сторонами в договорах такого роду й відповідній галузі торгівлі.
Сьогодні існує кілька міжнародних центрів, які займаються систематизацією звичаїв торгівлі й ділового обороту та їх письмовою фіксацією (наприклад, Міжнародна торгова палата, Міжнародний інститут уніфікації приватного права).

## Звичай в історії українського права
Звичай тут відігравав значну роль упродовж усього дорадянського періоду.
В найдавніші часи
Найдавніші відомі договори Русі із Візантією (911, 944, 971 рр.), що ґрунтувалися на «законі руському» (неписаному звичаєвому праві Київської Русі), нормативно закріплювали стародавні звичаї у сфері цивільного права, а саме: майнові правовідносини
між членами сім'ї, звичаї спадкування, торговельні звичаї тощо. Руська правда — визначна збірка права Київської Русі XI—XII ст., так само ґрунтувалася на звичаєвому праві, нормативно закріплюючи на рівні закону вироблену практику у сфері зобов'язального, спадкового та навіть кримінального права.
У часи панування на українських землях литовської та польської влади, у XVI—XV ст., давньоруське звичаєве право залишалося основним джерелом регулювання суспільних відносин, а в XVI ст. Литовські статути (1566 та 1588 рр.) зафіксували обов'язок суду у разі відсутності законодавчої норми права вирішувати справи на основі звичаєвих норм. Водночас магдебурзьке право, що на цей час вже було дуже поширене в українських містах, привнесло на українські землі західноєвропейські торговельні звичаї, що містилися у «Саксонському зерцалі» (1536), «Порядку прав цивільних магдебурзьких» (1559), «Праві цивільному хелмінському» (1584) тощо.
Запорізька Січ, Гетьманщина
Козаки Запорозької Січі всі свої правовідносини ґрунтували виключно на звичаєвому праві, яке називали «козацьким правом» або «вольностями». Гетьманщина, яка починаючи вже з моменту свого заснування (1654 р.) підпала під владний вплив Москви, то спочатку збереження давніх звичаїв було запорукою української автономії. І пізніше із санкціонування Росії були створені такі кодифіковані збірки українського
(здебільшого звичаєвого) права як: «Права, за якими судиться малоросійський народ» (1743 р.) та «Зібрання малоросійських прав» (1807 р.). Дійсно копні (селянські) суди Гетьманщини у своїй діяльності здебільшого ґрунтували свої рішення на правових звичаях. Особливу увагу привертає
кодифікація під назвою «Місцеві закони Полтавської та Чернігівської губерній», що стали невід'ємною частиною Зводу законів Російської імперії 1832 р. Фактично після поширення на українські землі законодавства Російської імперії у 1840-х рр. закон вже відігравав роль основного джерела права. Водночас місцеві та торговельні звичаї застосовувались волосними судами, мировими суддями та іншими судами у цивільних справах.
Радянські часи
Радянська правова доктрина заперечувала можливість застосування звичаєвого як джерела правового регулювання суспільних відносин, допускаючи його використання лише у міжнародному праві.
Пост-радянські часи
Після набрання Україною незалежності, у процесі глибинного реформування всіх галузей права звичаєве право знову набуває все більшого значення у національній системі права.

## Поняття правового звичаю як джерела цивільного права України
Норми, присвячені правовому звичаю як джерелу цивільного права, містить ЦК України. Правовим звичаєм ЦК визнає правило поведінки, яке не встановлене актами цивільного законодавства, але є усталеним у певній сфері цивільних відносин (ч. 1 ст. 7 ЦК).
У відповідних нормах ЦК України загальне поняття звичаю виявляється в його різновидах (звичаї національних меншин, ст. 28; місцеві звичаї, ч. 1 ст. 333) і трансформується в юридичні формулювання, які регулюють спеціальні види відносин. Так, у ст. 673 ЦК встановлено, що в разі відсутності в договорі купівлі-продажу умов щодо якості товару продавець зобов'язаний передати покупцеві товар, придатний для мети, з якою товар такого роду звичайно використовується. Приблизно так само звичаї ділового обороту знайшли своє втілення і в окремих нормах Господарського кодексу України. Так, у ч. З ст. 268 ГК передбачено, що в разі відсутності в договорі умов щодо якості товарів остання визначається відповідно до мети договору або до звичайного рівня якості для предмета договору чи загальних критеріїв якості. З огляду на це не є вдалою ст. 7 ГК, яка дає перелік видів лише нормативно-правових і нормативних актів як джерел регулювання господарських відносин. Фіксація звичаїв передбачена Кодексом торговельного мореплавства. КТМ надає начальникові морського порту право видавати (затверджувати) звід звичаїв порту.
Аналіз нормативно закріпленого поняття звичаю дає підстави для відмежування ознак правового звичаю від умов його застосування.
Правовому звичаю притаманний ряд характерних рис джерела цивільного права. Перш за все, звичай є загальновизнаним правилом поведінки, що склалася внаслідок неодноразового і тривалого однакового застосування. Звичай є не просто правилом поведінки, а правилом, яке носить загальнообов'язковий характер, тобто є нормою. При цьому повторюваність застосування правил поведінки є однією із сутнісних ознак звичаєвого права.
Поряд з повторюваністю, існує ще одна умова виникнення норми-звичаю — визнання правила поведінки, оскільки внаслідок визнання звичаєве правило поведінки перетворюється в норму. Те чи інше правило, для того щоб отримати значення правового звичаю, повинно визнаватися в практиці відповідних правовідносин (торгових тощо) як діюче і мати постійне застосування в тій області відносин, до якої таке правило відноситься.
Звичай характеризує також те, що не є обов'язковою фіксація звичаю в якихось документах, що прямо випливає зі змісту ст. 7 ЦК України.
Умовами звичаю є: 1) неврегульованість питання, що є предметом судового спору в чинному законодавстві або договорі; 2) відсутність суперечності з договором або актами цивільного законодавства (ч. 2 ст. 7 ЦК України).
В літературі до ознак правового звичаю інколи відносять: несуперечливість закону іншому нормативному акту; формальна визначеність в законі можливості його застосування для регулювання відповідних відносин; відсутність подібного загальноприйнятого правила поведінки в нормативних актах; усталеність свого змісту та однозначність тлумачення в діловій практиці; багаторазовість однорідного застосування.
Звичай є загальноприйнятим правилом поведінки, яке не виражене прямо ні в законі (нормативному акті), ні в договорі сторін, але не суперечить їм. Отже, звичаї діють у разі відсутності прямих приписів у нормативному акті або в договорі.
Звичай повинен бути усталеним правилом поведінки, тобто досить визначеним за своїм змістом і широко застосовуваним у майновому обороті (наприклад, традиції виконання тих чи інших договірних зобов'язань; інші вимоги, які звичайно пред'являються). Ознака усталеності передбачає, що звичай, внаслідок його багаторазового застосування, сприймається у суспільстві або у його значної частини як правило поведінки, якого дотримуються без додаткової формалізації, зокрема в силу історичних, національних, суспільних традицій.
Правовий звичай, подібно до суспільного звичаю, характеризується постійним виконанням, дотриманням на практиці. Як тільки його припиняють дотримуватись, звичай зникає. Ця особливість правового звичаю не характерна для закону, правова сила якого не залежить від того, як часто створюються умови для його виконання, як і коли він виконується.
Звичаї можуть застосовуватись у будь-якій сфері цивільних правовідносин (зобов'язальні, речові, спадкові тощо).
Правові звичаї мають характер конкретного правила поведінки, не встановленого актами цивільного законодавства, але усталеного в певній сфері цивільних відносин. Сформульовані в найзагальнішому вигляді правила самі по собі не становлять правового звичаю, оскільки їх конкретизація вимагає з'ясування необхідних конкретних обставин, які в сукупності створюють юридичну звичаєву норму.
Тому звичай і без його формального закріплення виступає переважно джерелом права. Окремі звичаї фіксуються у відповідному документі (наприклад, звичаї, закріплені в КТМ України тощо). Найпоширенішими є зібрання торгових звичаїв, що застосовуються в міжнародному торговому обороті.
Формалізація звичаїв відбувається шляхом тлумачення міжнародних торгових термінів, уніфікації правил та звичаїв, неофіційної систематизації звичок, які можуть набувати правового значення за умови посилання на них учасників договірних відносин.
Однак у більшості випадків звичаї не фіксуються в актах цивільного законодавства чи будь-яких інших документах; вони мають характер аксіом, які зазвичай приймаються до уваги учасниками цивільних відносин, судом тощо, (наприклад, «родові речі не гинуть» (genus non perit); правило «розумної людини» (prudent man rule).
В юриспруденції прийнято виділяти різні форми санкціонування звичаїв. Звичаї, як правило, стають обов'язковими для учасників відносин, якщо застосування відповідного звичаю передбачено домовленістю учасників. Українському праву відомі випадки санкціонування певних звичаїв як обов'язкових до застосування через пряму вказівку нормативно-правового акта.
У цьому зв'язку в літературі обґрунтовується слушна позиція про те, що звичай залишається таким до того часу, поки державою не встановлена обов'язковість його застосування.
Отже, правовий звичай є додатковим формально-юридичним джерелом права, що застосовується у випадках: 1) прогалини у позитивному праві за умови «мовчазної згоди» влади; 2) відсилання закону до звичаю; 3) прийняття на підставі звичаю судового чи адміністративного рішення.

### Правові звичаї в Україні
В Україні ставлення до правового звичаю як джерела права у різні періоди її історії було неоднозначне. Беззаперечним є те, що державно-нормативне регулювання не охоплює всі суспільні відносини і тому звичай зберігає своє значення в окремих галузях приватного і публічного права. На сьогодні Конституція України не закріплює правовий звичай як джерело права, але окремі акти законодавства містять такі норми. V ст. 7 Цивільного кодексу України передбачається, що цивільні відносини можуть регулюватися звичаєм, зокрема, звичаєм ділового обороту. Звичаєм є правило поведінки, яке не встановлене актами цивільного законодавства, але є усталеним у певній сфері цивільних відносин. Звичай може бути зафіксований у певному документі. Звичай, що суперечить договору або актам цивільного законодавства, у цивільних відносинах не застосовується.
Звичай має велику роль у формуванні конституційного законодавства. Створення парламенту, відкриття першого його засідання, порядок голосування та деякі інші звичаї отримали закріплення у Регламенті Верховної Ради України та інших законодавчих актах. Таким чином, звичай виступає одним з факторів правотворчої діяльності.
У цілому ж використання правового звичаю як джерела права має обмежений характер в силу консерватизму і неможливості впорядкування всіх сфер суспільних відносин. З певними винятками сфера його використання може звужуватись відповідно до вдосконалення законодавства.
На сьогодні правовий звичай залишається провідним джерелом права в країнах із звичаєвою правовою системою, мусульманського права, одним з основних в країнах англосаксонської правової сім'ї.
Батьківщиною правового прецеденту традиційно вважається Англія, де на ранніх етапах формування державності основним джерелом права був правовий звичай. Розвиток суспільних відносин призвів до централізації влади, що в умовах відсутності законодавчих актів викликало потребу винесення судами подібних рішень при розгляді аналогічних справ. Так виник судовий прецедент як джерело права.
Правовий звичай визнається в правовій системі України. Конституція України не закріплює правовий звичай як джерело права, але не зважаючи на це, окремі законодавчі акти містять такі норми:
- Статтею 7 Цивільного Кодексу України передбачається, що цивільні відносини можуть регулюватися звичаєм, зокрема, звичаєм ділового обороту.